# جون هوارث
جون هوارث (26 مارس 1945 في المملكة المتحدة - ) (بالإنجليزية: John Howarth)‏ هو لاعب كريكت بريطاني. لعب مع نادي مقاطعة نوتنغهامشير للكريكت ‏ والمقاطعات الوطنية للكريكيت الإنجليزي والويلزي ‏.

## وصلات خارجية
- جون هوارث على موقع إي آس بي آن كريك إنفو (الإنجليزية)